# Ryōma Kimata
Ryōma Kimata (木全龍馬?, Ryōma Kimata) (24 luglio 2002) è uno snowboarder giapponese, specializzato in slopestyle e big air.

## Biografia
Specializzato in slopestyle e big air e attivo in gare FIS dal marzo 2016, Kimata ha debuttato in Coppa del Mondo il 24 agosto 2019, giungendo 13º in big air a Cardrona e ha ottenuto il suo primo podio il 29 dicembre successivo, classificandosi 3º nel big air di Atlanta vinto dallo statunitense Chris Corning. Nei Campionati Mondiali ha vinto la medaglia d'argento nello slopestyle a Bakuriani 2023 e la medaglia d'oro nel big air a Engadina 2025.

## Palmarès

### Mondiali
- 2 medaglie:
  - 1 oro (big air a Engadina 2025)
  - 1 argento (slopestyle a Bakuriani 2023)

### Mondiali juniores
- 1 medaglia:
  - 1 oro (big air a Kläppen 2019)

### Giochi olimpici giovanili
- 1 medaglia:
  - 1 oro (big air a Losanna 2020)

### Coppa del Mondo
- Miglior piazzamento in classifica generale: 5º nel 2020
- Miglior piazzamento nella Coppa del Mondo di slopestyle: 7º nel 2020
- Miglior piazzamento nella Coppa del Mondo di big air: 3º nel 2020
- 6 podi:
  - 1 vittoria
  - 4 secondi posti
  - 1 terzo posto

#### Coppa del Mondo - vittorie
| Data          | Località | Paese   | Specialità |
| ------------- | -------- | ------- | ---------- |
| 15 marzo 2024 | Tignes   | Francia | SBS        |

Legenda:

SBS = Slopestyle